# Partido Revolucionario Obrero Clandestino Unión del Pueblo
El Partido Revolucionario Obrero Clandestino Unión del Pueblo (Procup-PdlP) fue una organización guerrillera nacida a principios de los setenta originada del antiguo grupo armado Unión del Pueblo. El fundador del Partido Revolucionario Unión del Pueblo fue Héctor Heladio Hernández, quien fuera muerto en noviembre de 1978. Esta es una de las organizaciones supuestamente básicas de las que se conforma el EPR en la actualidad. PROCUP y el PdlP se unieron en 1980; la alianza con el Partido de los Pobres sobrevivió hasta 1989. 

## Historia
El grupo anunció su adhesión al PDPR-EPR, junto con otras trece organizaciones armadas, además de anunciar que cualquier comunicado bajo esas siglas eran un "mero intento de desprestigiar al movimiento".